# Lupus (Zeitschrift)
Lupus ist eine wissenschaftliche Fachzeitschrift, die vom SAGE-Verlag veröffentlicht wird. Die Zeitschrift erscheint mit 14 Ausgaben im Jahr. Es werden Arbeiten veröffentlicht, die sich mit den Aspekten des Lupus erythematodes beschäftigen.
Der Impact Factor des Journals lag im Jahr 2014 bei 2,197. Nach der Statistik des ISI Web of Knowledge wird das Journal mit diesem Impact Factor in der Kategorie Rheumatologie an 18. Stelle von 32 Zeitschriften geführt.